# Celso Amorim
Celso Luiz Nunes Amorim (Santos, 3 juni 1942) is een Braziliaans diplomaat en politicus voor de Arbeiderspartij. Hij was van augustus 2011 tot december 2014 minister van Defensie van Brazilië in het kabinet van president Dilma Rousseff. Voordien was hij de Minister van Buitenlandse Zaken onder Lula da Silva, een positie die hij ook bekleedde van 1993 tot 1995 onder Itamar Franco. In 2009 werd hij door Foreign Policy verkozen tot beste buitenlandminister.

## Academische carrière
Amorim werd geboren in Santos, São Paulo op 3 juni 1942. Hij is getrouwd met Ana Maria Amorim en heeft vier kinderen. Hij studeerde internationale relaties aan de universiteit van het Ministerie van Buitenlandse Zaken in Brasilia en behaalde in 1967 nog een postgraduaat in internationale relaties in Wenen. Hij werd nadien professor Portugees aan de universiteit van het Ministerie van Buitenlandse Zaken en werd nadien professor politieke wetenschappen en internationale relaties aan de Universiteit van Brasilia. Bovendien is hij lid van de Faculteit Buitenlandse Zaken van de Universiteit van São Paulo.

## Politieke en diplomatieke carrière
Amorim bekleedde verschillende posten in de Braziliaanse regering vanaf 1987, toen hij benoemd werd tot Secretaris voor Internationale Zaken op het Ministerie van Wetenschap en Technologie. In 1989 werd hij Directeur-Generaal voor Culturele Aangelegenheden op het Ministerie van Buitenlandse Zaken, om in 1990 Directeur-Generaal voor Economische Zaken te worden binnen hetzelfde ministerie. Begin 1993 werd hij Secretaris-Generaal van het Ministerie van Buitenlandse Zaken en in augustus werd hij benoemd tot Minister van Buitenlandse Zaken, onder president Itamar Franco, toen lid van de PMDB.
Intussen werkte hij ook verschillende keren bij de permanente vertegenwoordiging van Brazilië bij de Verenigde Naties in New York. Zo vertegenwoordigde hij Brazilië in de VN-Veiligheidsraad in 1999, het jaar dat hij tot permanente vertegenwoordiger werd benoemd bij de VN en de Wereldhandelsorganisatie. In 2001 werd hij benoemd tot ambassadeur in het Verenigd Koninkrijk.
Op 1 januari 2003 werd hij opnieuw buitenlandminister, dit keer onder partijgenoot Lula da Silva. In 2008 kreeg hij sterke kritiek vanuit het United States Department of State, omdat hij de manier waarop westerse landen hun toegevingen op landbouw tijdens de Doha-ronde beschreven, vergeleek met de werkwijze van Joseph Goebbels, de Nazi-minister van propaganda. In 2009 werd hij door Foreign Policy verkozen tot beste buitenlandminister.
In 2011 werd hij Minister van Defensie in het kabinet van president Dilma Rousseff. Zijn voorganger, Nelson Jobim, had kritiek geleverd op verschillende regeringsleden, waaronder de Braziliaanse stafchef Gleisi Hoffmann. Jobim beschreef zijn collega's als "idioten" en gaf uiteindelijk toe dat hij zelf gestemd had voor José Serra, de belangrijkste tegenstander van Rousseff tijdens de Braziliaanse presidentsverkiezingen van 2010.
- CiNii: DA18914855
- Gemeinsame Normdatei: 105649705X
- International Standard Name Identifier: 0000 0000 2566 0110
- Library of Congress Control Number: n85251537
- Nationale Bibliotheek van Israël: 987007324931405171
- Nederlandse Thesaurus van Auteursnamen: 307936058
- Réseau des bibliothèques de Suisse occidentale: 02-A018669747
- Système universitaire de documentation: 087182416
- Virtual International Authority File: 72841149
- WorldCat: E39PBJcwGH6FdbfVv6JDkBj6Kd